# Krasnye pčёly
Krasnye pčёly (Красные пчёлы) è un film del 1972 diretto da Leonid Pavlovič Makaryčev.

## Trama
Il film racconta il confronto tra la squadra di pionieri "Red Bees" e una squadra di scout dei bambini della NEP e degli "ex" durante la NEP in una piccola città di provincia.